# Lamborghini (tractormerk)

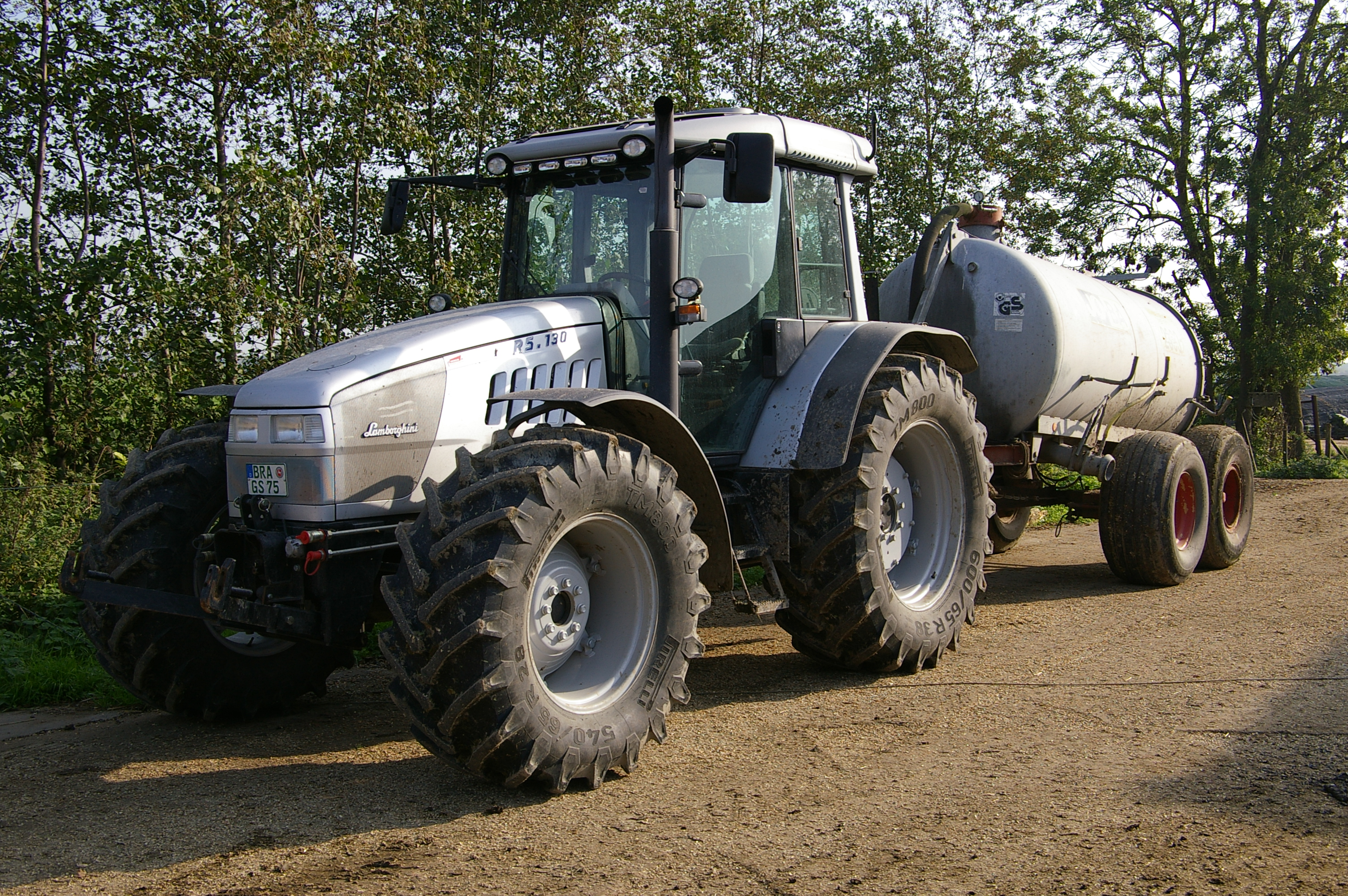
Lamborghini-tractor R5.130 met mesttank

Lamborghini is een Italiaans tractormerk, van de hand van mechanicus en ontwerper Ferruccio Lamborghini, die later onder dezelfde naam: Lamborghini ook sportwagens zou gaan bouwen.

## Geschiedenis
In 1949 zette Ferruccio Lamborghini zijn eerste tractorfabriek op in Cento. Na drie jaar stapte de fabriek over van de productie van Carioches op de fabricage van tractoren met dieselmotor die Lamborghini zelf ontwierp. Binnen enkele jaren had Lamborghini naam gemaakt in de tractorindustrie en was hij de grootste tractorbouwer van Italië. De productie van het bedrijf breidde zich in 1959 uit tot branders en airco's. In 1972 is het bedrijf door SAME overgenomen. Later zijn daar nog Hürlimann (1979) en Deutz-Fahr (1995) bij gekomen, en zo ontstond de SAME Deutz-Fahr (SDF).